# Avon Championships of Dallas 1981
L'Avon Championships of Dallas 1981 è stato un torneo di tennis giocato sul sintetico indoor. È stata la 10ª edizione del torneo, che fa parte del WTA Tour 1981. Si è giocato al Moody Coliseum di Dallas negli USA dal 9 al 15 marzo 1981.

## Campionesse

### Singolare
Martina Navrátilová ha battuto in finale  Pam Shriver con il punteggio di 6–2, 6–4

### Doppio
Martina Navrátilová /  Pam Shriver hanno battuto in finale  Kathy Jordan /  Anne Smith con il punteggio di 7–5, 6–4